# Піс (Сомма)
Піс (фр. Pys) — муніципалітет у Франції, у регіоні О-де-Франс, департамент Сомма. Населення —  осіб (01.01.2020).
Муніципалітет розташований на відстані близько 140 км на північ від Парижу, 39 км на північний схід від Ам'єна.

## Демографія
Динаміка населення (INSEE ):

## Економіка
2010 року серед 66 осіб працездатного віку (15—64 років) 54 були активними, 12 — неактивними (показник активності 81,8%, у 1999 році було 55,8%). З 54 активних мешканців працювало 45 осіб (30 чоловіків та 15 жінок), безробітними було 9 (1 чоловік та 8 жінок). Серед 12 неактивних 4 особи були учнями чи студентами, 2 — пенсіонерами, 6 були неактивними з інших причин.